# بوديل راسيل
بوديل راسيل (بالنرويجية البوكمول: Bodil Russ)‏ هي فارسة ‏ نرويجية، ولدت في 16 سبتمبر 1908، وتوفيت في 31 أكتوبر 1998.

## وصلات خارجية
- بوديل راسيل على موقع أوليمبيديا (الإنجليزية)